# Сожон (кантон)
Сожон (фр. Saujon) — кантон во Франции, находится в регионе Пуату — Шаранта. Департамент кантона — Шаранта Приморская. Входит в состав округа Сент. Население кантона на 2006 год составляло 17 289 человек.
Код INSEE кантона 1736. Всего в кантон Сожон входят 13 коммун, из них главной коммуной является Сожон.

## Коммуны кантона
- Баланзак — население 449 чел.
- Корм-Эклюз — население 957 чел.
- Корм-Руайяль — население 1507 чел.
- Ла-Клис — население 518 чел.
- Ле-Ше — население 700 чел.
- Люша (Шаранта Приморская) — население 321 чел.
- Меди — население 2570 чел.
- Нанкра — население 548 чел.
- Пизани — население 445 чел.
- Саблонсо — население 1093 чел.
- Сен-Ромен-де-Бене — население 1567 чел.
- Сожон — население 6281 чел.
- Тезак — население 333 чел.